# Dundee United Football Club
El Dundee United Football Club es un club de fútbol profesional de Escocia situado en la ciudad de Dundee. Fue fundado en 1909 originalmente como Dundee Hibernian, pero cambió al actual nombre en 1923. El equipo es también conocido por sus apodos The Terrors o The Tangerines y los seguidores son conocidos como The Arabs (los árabes).
El club ha jugado en uniformes anaranjados desde 1960 y juega en el estadio actual, Tannadice Park, desde su fundación en 1909. El United fue uno de los miembros fundadores de la Premier League de Escocia (SPL) en 1998 y ha estado siempre presente en la competición hasta su primer descenso en la temporada 2015/16.
En el plano deportivo, el club ha ganado el campeonato de liga en una ocasión, tiene dos Copas de Escocia y otras dos Copas de la Liga Escocesa. En torneos de la UEFA, el club debutó en competición europea en la temporada 1966-67 y se clasificó para jugar en Europa en 14 temporadas consecutivas desde 1976, llegando a las semifinales de la Copa de Europa en 1984 y proclamarse subcampeón de la Copa de la UEFA en 1987. Sin embargo, el club cuenta por victorias sus enfrentamientos con el Barcelona en competiciones europeas.
El rival tradicional del club es el Dundee Football Club, también con sede en la ciudad. Sus instalaciones están a pocos metros el uno del otro y son los estadios más próximos de fútbol profesionales en el mundo.

## Uniforme

### Proveedor
| Periodo   | Marca          | Patrocinio                |
| --------- | -------------- | ------------------------- |
| 1973–1976 | Bukta          | Ninguno                   |
| 1976–1985 | Adidas         | Ninguno                   |
| 1985–1987 | Adidas         | VG                        |
| 1987–1989 | Adidas         | Belhaven                  |
| 1989–1991 | ASICS          | Belhaven                  |
| 1991–1992 | Bukta          | Belhaven                  |
| 1992–1993 | Loki           | Belhaven                  |
| 1993–1994 | Loki           | Ninguno                   |
| 1994–1996 | Pony           | Rover                     |
| 1996–1998 | Pony           | Telewest                  |
| 1998–2000 | Olympic Sports | Telewest                  |
| 2000–2003 | TFG Sports     | Telewest                  |
| 2003–2006 | TFG Sports     | Morning, Noon and Night   |
| 2006–2008 | Hummel         | Anglian Home Improvements |
| 2008–2009 | Hummel         | Carbrini Sportswear       |
| 2009–2010 | Nike           | Carbrini Sportswear       |
| 2010–2016 | Nike           | Calor                     |
| 2016–2018 | Nike           | McEwan Fraser Legal       |
| 2018–2019 | Nike           | Utilita                   |
| 2019–     | Macron         | Utilita                   |

### Evolución

#### Local
| c. 1909 | c.1929–30 | 1986–87 | 1990–91 | 1993–94 | 1994–95 | 2006–07 |
| 2008–09 | 2009–10   | 2010–11 | 2011–12 | 2012-13 | 2013–14 | 2014–15 |
| 2015–16 | 2016–17   | 2017–18 | 2018-19 | 2019-20 | 2020–21 | 2021-22 |

#### Visita
| 1985–86 | 1989–91 | 1995–96 | 2002–03 | 2008–09 | 2009–10 | 2010-11 |
| 2011-12 | 2012-13 | 2013–14 | 2014–15 | 2016–17 | 2017–18 | 2018-19 |
| 2019-20 | 2020–21 | 2021-22 |         |         |         |         |

## Entrenadores
Lista de entrenadores desde 1959.
| Desde | Hasta    | Nombre           | J    | G   | E   | P   | GF   | GC   | % Victoria | % Imbatibilidad |
| ----- | -------- | ---------------- | ---- | --- | --- | --- | ---- | ---- | ---------- | --------------- |
| 1959  | 1971     | Jerry Kerr       | 566  | 247 | 123 | 196 | 1059 | 942  | 43.6       | 65.3            |
| 1971  | 1993     | Jim McLean       | 1094 | 527 | 266 | 301 | 1722 | 1128 | 48.2       | 72.4            |
| 1993  | 1995     | Ivan Golac       | 72   | 25  | 22  | 25  | 114  | 113  | 34.7       | 65.2            |
| 1995  | 1996     | Billy Kirkwood   | 56   | 25  | 13  | 18  | 108  | 66   | 44.6       | 67.8            |
| 1996  | 1998     | Tommy McLean     | 93   | 36  | 27  | 30  | 134  | 107  | 38.7       | 67.7            |
| 1998  | 2000     | Paul Sturrock    | 85   | 27  | 19  | 39  | 97   | 119  | 31.8       | 54.1            |
| 2000  | 2002     | Alex Smith       | 99   | 31  | 23  | 45  | 107  | 146  | 31.3       | 54.5            |
| 2002  | 2003     | Paul Hegarty     | 18   | 4   | 5   | 9   | 20   | 33   | 22.2       | 50.0            |
| 2003  | 2005     | Ian McCall       | 92   | 28  | 24  | 40  | 116  | 149  | 30.4       | 56.5            |
| 2005  | 2006     | Gordon Chisholm  | 36   | 10  | 10  | 16  | 40   | 54   | 27.8       | 55.5            |
| 2006  | 2006     | Craig Brewster   | 30   | 3   | 11  | 16  | 28   | 59   | 10.0       | 46.6            |
| 2006  | 2009     | Craig Levein     | 136  | 55  | 40  | 41  | 185  | 160  | 40.4       | 69.8            |
| 2009  | 2013     | Peter Houston    | 150  | 63  | 44  | 43  | 232  | 205  | 42.0       | 71.3            |
| 2013  | 2015     | Jackie McNamara  | 119  | 51  | 24  | 44  | 167  | 122  | 42.8       | 63              |
| 2015  | Presente | Mixu Paatelainen | 17   | 4   | 3   | 10  | 17   | 29   | 23.5       | 41.1            |

## Palmarés

### Torneos nacionales
- Liga de Escocia (1): 1982-83
- Copa de Escocia (2): 1993-94, 2009-10
- Copa de la Liga de Escocia (2): 1979-80, 1980-81
- Segunda División de Escocia (4): 1924-25, 1928-29, 2019-20, 2023-24

### Torneos locales
- Copa Forfarshire (21): 1910–11, 1914–15, 1919–20, 1928–29, 1929–30, 1947–48, 1950–51, 1953–54, 1960–61, 1962–63, 1964–65, 1968–69, 1971–72, 1974–75, 1975–76, 1976–77, 1979–80, 1984–85, 1986–87, 1987–88, 2004–05